# سيوة (مركز)
مركز سيوة، مركز إداري مصري. يقع في محافظة مطروح الواقعة في جمهورية مصر العربية. يضم المركز مدينة سيوة و 5 قرى و يضم واحة سيوة و يقع على حافة بحر الرمال العظيم.